# Alberto Morigia
Alberto Moriggia, o Morigia (Milano, XVII secolo – Milano, XVII secolo), è stato un nobile italiano, venerato come beato dalla Chiesa cattolica.

## Biografia
Alberto Moriggia nacque a Milano dalla ricca e potente famiglia Moriggia, una delle più in vista della famiglia. Nel 1447 la famiglia fu investita dei feudi delle degagnane di San Maurizio  e San Martino dai Visconti. Venne ordinato beato dalla Chiesa cattolica nel 1733. È imparentato con la Beata Caterina Moriggi.